# FC Andorra
Futbol Club Andorra – andorski klub piłkarski z siedzibą w mieście Andora, założony 15 października 1942. Barwy klubu odpowiadają kolorom flagi Andory.

## Historia
FC Andorra został założony 15 października 1942 i był pierwszym klubem piłkarskim w Andorze. Klub należy do hiszpańskiego związku piłki nożnej i występuje w Segunda División, co jest drugim poziomem rozgrywek piłkarskich w Hiszpanii, a także bierze udział w rozgrywkach Pucharu Króla.
Największym sukcesem klubu, było zwycięstwo w Pucharze Katalonii w 1994, gdzie po bezbramkowym remisie w regulaminowym czasie gry, pokonali w rzutach karny 4:2 RCD Espanyol.
W sezonie 1995/96 w rozgrywkach Pucharu Króla dotarli do 1/8 finału, po drodze eliminując Palamós CF (3:1 w dwumeczu) i Getafe CF (4:2 w dwumeczu), by przegrać z Celtą Vigo (0:7 w dwumeczu).
W grudniu 2018 klub został kupiony przez firmę Kosmos, której prezesem jest były zawodnik FC Barcelony i były reprezentant Hiszpanii Gerard Piqué. Nowy właściciel zobowiązał się do zagwarantowania drużynie wsparcia finansowego w wysokości co najmniej 300 tysięcy euro rocznie oraz spłacenia długów, które w chwili przejęcia wynosiły od 313 do około 600 tysięcy euro. W charakterze szkoleniowym zostali zatrudnieni byli zawodnicy Barcelony, Gabri i Albert Jorquera.
Od czasu przejęcia klub systematycznie piął się po szczeblach ligowych, by w sezonie 2021/22 wygrać swoją grupę w trzeciej lidze hiszpańskiej i awansować do Segunda División. Był to pierwszy w historii klubu awans do drugiej klasy rozgrywkowej.

## Obecny skład
Stan na 24 grudnia 2021
| Nr | Poz. | Piłkarz                   |
| -- | ---- | ------------------------- |
| 1  | BR   | Nico Ratti (3. kapitan)   |
| 2  | OB   | Adrià Altimira            |
| 3  | OB   | Roger Riera               |
| 4  | PO   | Marc Pedraza (4. kapitan) |
| 5  | OB   | Adrià Vilanova            |
| 6  | PO   | Marc Aguado               |
| 7  | PO   | Héctor Hevel              |
| 8  | PO   | Martí Riverola (kapitan)  |
| 9  | NA   | Rubén Enri                |
| 10 | NA   | Carlos Martínez           |
| 11 | PO   | Marc Fernández            |
| 13 | BR   | Josele Martínez           |
| 14 | PO   | Sergio Molina             |

| Nr | Poz. | Piłkarz                   |
| -- | ---- | ------------------------- |
| 15 | OB   | Dani Morer                |
| 16 | PO   | Zourdine Thior            |
| 17 | PO   | David Martín              |
| 18 | OB   | Diego González            |
| 19 | NA   | Manuel Nieto              |
| 20 | OB   | Martí Vilà                |
| 21 | PO   | Rubén Bover (wicekapitan) |
| 22 | PO   | Iván Gil                  |
| 23 | OB   | Eudald Vergés             |
| 24 | BR   | Alejandro Gutiérrez       |
| 25 | OB   | Èric Cañete               |
| 26 | OB   | Álex Pastor               |

## Sztab szkoleniowy
Sztab szkoleniowy i medyczny w sezonie 2021/2022
| Funkcja                         | Imię i nazwisko  |
| ------------------------------- | ---------------- |
| Trener                          | Eder Sarabia     |
| Asystent                        | Jon López        |
| Asystent                        | Manuel Torres    |
| Trener rozwoju                  | Javier Marigorta |
| Trener przygotowania fizycznego | Aitor Yeto       |
| Trener przygotowania fizycznego | Javier Benavent  |
| Trener bramkarzy                | Borja Álvarez    |
| Analityk                        | Eduard Gasol     |

| Funkcja              | Imię i nazwisko    |
| -------------------- | ------------------ |
| Fizjoterapeuta       | Xavier G. Nadal    |
| Fizjoterapeuta       | Adrià López        |
| Trener rehabilitacji | Alejandro Jiménez  |
| Lekarz zespołu       | Anna López         |
| Dietetyk             | Lluis Rodon        |
| Kitman               | Jordi Collado      |
| Kitman               | Gilbert Morell     |
| Kierownik drużyny    | David Férriz       |
| Delegat              | Cristian Lanzarote |

## Sponsorzy
Sponsorzy i partnerzy w sezonie 2021/2022
| Przedsiębiorstwo | Funkcja                 |
| ---------------- | ----------------------- |
| MoraBanc         | Sponsor główny          |
| Pyrénées Andorra | Sponsor premium         |
| Anyós Park       | Sponsor oficjalny       |
| Estrella Damm    | Sponsor oficjalny       |
| Comú d’Encamp    | Sponsor instytucjonalny |
| Nike             | Sponsor oficjalny       |
| Autocars Nadal   | Współpracownik          |
| 226ERS           | Współpracownik          |

| Przedsiębiorstwo    | Funkcja           |
| ------------------- | ----------------- |
| E-andorra           | Partner dostawczy |
| unicef              | Partner społeczny |
| Creu Roja Andorrana | Partner społeczny |
| Gol Solidari        | Partner społeczny |
| Global Performance  | Partner społeczny |
| GRUSEP              | Partner społeczny |

## Kibice
Klub posiada dwa oficjalne fankluby:
- GRADA UNITA FORTIOR
- ESQUADRA CARLEMANY

Ambasadorzy Klubu:
- Albert Llovera
- Mireia Gutiérrez

Członkowie honorowi:
- Mari Martínez
- Victoria Jiménez Kasintseva